# Заслужений працівник сільського господарства України
Заслужений працівник сільського господарства України — державна нагорода України — почесне звання України, яке надається Президентом України відповідно до Закону України «Про державні нагороди України». Згідно з Положенням про почесні звання України від 29 червня 2001 року, це звання присвоюється:
|  | працівникам агропромислового комплексу, які досягли значних успіхів у розвитку сільськогосподарського виробництва, підвищенні культури землеробства, забезпеченні населення високоякісною сільськогосподарською продукцією |